# Lemany (województwo warmińsko-mazurskie)
Lemany (niem. Lehmanen) – wieś w Polsce położona w województwie warmińsko-mazurskim, w powiecie szczycieńskim, w gminie Szczytno.
Niewielka miejscowość położona na trasie DK58 między Szczytnem, a Starymi Kiejkutami w odległości ok. 1 km od granic Szczytna. W 2005 r. wybudowano oświetlony chodnik prowadzący do miasta. We wsi jest obecnie sklep spożywczy, stacja paliw i wytwórnia podłoża pieczarkarskiego.
Niedaleko wsi znajduje się Jezioro Lemany.
W latach 1975–1998 miejscowość położona była w województwie olsztyńskim.